# Darja Dominkuš
Darja Dominkuš Inkret, slovenska dramaturginja, prevajalka in filmska igralka, * 20. julij 1959, Kranj.
Darja Dominkuš je leta 1986 diplomirala na Akademiji za gledališče, radio, film in televizijo v Ljubljani. Od leta 1986 je dramaturginja v Ljubljanski Drami, kjer sodeluje predvsem pri uprizoritvah angleških, ameriških, francoskih in poljskih avtorjev. Leta 2015 je prejela nagrado Stanisława Ignacyja Witkiewicza za prevod drame Ponorela lokomotiva in tridesetletni prispevek k popularizaciji poljskega gledališča v Sloveniji. 